# Gheorghe Țițeica

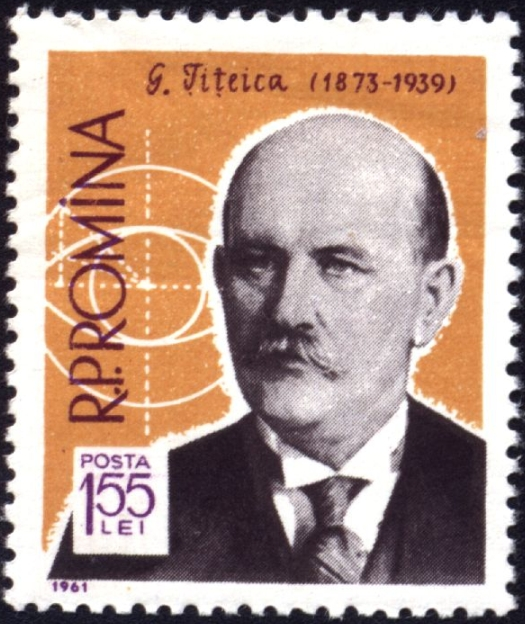
Gheorghe Țițeica (rumänische Briefmarke 1961)

Gheorghe Țițeica (französisch Georges Tzitzéica; * 4. Oktoberjul. / 16. Oktober 1873greg. in Turnu Severin; † 5. Februar 1939 in Bukarest) war ein rumänischer Mathematiker. Er wirkte als Hochschullehrer in Bukarest und befasste sich mit der Differentialgeometrie.

## Leben
Țițeica wurde in Turnu Severin geboren, während sein Vater dort Arbeiter am Donauhafen war. Er besuchte die Grundschule in Turnu Severin und von 1885 bis 1892 das Gymnasium Carol I in Craiova. 1892 begann er mit Hilfe eines Stipendiums ein Lehramtsstudium und hörte zugleich Vorlesungen zur Mathematik an der Universität Bukarest. Im Juni 1895 erwarb er das Bakkalaureat und begann im Herbst, als Aushilfslehrer am Theologischen Seminar in Bukarest zu arbeiten.
1896 erhielt er das Staatsexamen für das Lehramt in Mathematik an weiterführenden Schulen und ging als Lehrer an die Vasile-Alecsandri-Schule in Galați. Er entschied sich, sein Studium in Paris fortzusetzen und ging 1896 an die École normale supérieure. Dort lernte er Henri Léon Lebesgue und Paul Montel kennen. Im Jahr 1898 veröffentlichte er seine ersten Arbeiten Sur un théorème de M. Cosserat, Sur les systèmes orthogonaux und Sur les systèmes cycliques. Am 30. Juni 1899 verteidigte er seine Dissertation Sur les congruences cycliques et sur les systèmes triplement conjugués vor einer Kommission, der Gaston Darboux vorstand.
Nach dem Erwerb des Doktorgrads kehrte er nach Rumänien zurück und wurde Assistenzprofessor für Differential- und Integralrechnung an der Universität Bukarest. Am 4. Mai 1900 wurde er zum außerordentlichen Professor für analytische Geometrie und 1903 zum ordentlichen Professor für analytische Geometrie und sphärische Trigonometrie berufen. Dies blieb er bis zu seinem Tod und war parallel von 1919 bis 1923 Dekan der naturwissenschaftlichen Fakultät der Universität Bukarest, ab 1927 außerplanmäßiger Professor und ab 1928 ordentlicher Professor für Infinitesimalrechnung an der Polytechnischen Hochschule Bukarest. Er hielt 1926, 1930 und 1937 Gastvorlesungen an der Sorbonne in Paris, 1926 in Brüssel und 1937 in Rom.
Die Rumänische Akademie wählte ihn im Mai 1909 zum korrespondierenden Mitglied und 1913 als Nachfolger des Mathematikers Spiru Haret zum ordentlichen Mitglied. Er war von 1922 bis 1925 Vizepräsident der naturwissenschaftlichen Klasse, von 1928 bis 1929 Vizepräsident und von 1929 bis zu seinem Tod Generalsekretär der Rumänischen Akademie. 1930 wurde er zum korrespondierenden Mitglied der Maryland Academy of Sciences und 1934 zum Mitglied der Société royale des sciences de Liège gewählt und erhielt 1934 die Ehrendoktorwürde der Universität Warschau.
Țițeicas wissenschaftliches Werk betrifft Flächen, algebraische Kurven und die Netz- und Kongruenztheorie. Țițeica-Flächen sind durch das konstante Verhältnis {\displaystyle {\tfrac {K}{d^{4}}}} definiert, wobei {\displaystyle K} die Krümmung an einem Punkt M und {\displaystyle d} der Abstand eines Fixpunktes zur Tangentialebene durch M ist. Țițeica-Kurven sind durch das konstante Verhältnis {\displaystyle {\tfrac {T}{d^{2}}}} definiert, wobei {\displaystyle T} die Windung an einem Punkt M und {\displaystyle d} der Abstand eines Fixpunktes zur Oskulationsebene durch M ist.
Er war mit einer Schweizer Musikerin verheiratet und hatte drei Kinder: Radu, Gabriela und Șerban. Beide Söhne wurden Physiker, die Tochter Mathematikerin. Die Rumänische Akademie plante, alle Arbeiten Țițeicas in mehreren Bänden postum nachzudrucken. Der erste Band erschien 1941 unter dem Titel Œuvres de Georges Tzitzéica, publiées par l’Académie roumaine, weitere Bände sind nicht erschienen.